# Scopula scotti
Scopula scotti är en fjärilsart som beskrevs av Debauche 1937. Scopula scotti ingår i släktet Scopula och familjen mätare. Inga underarter finns listade.